# Vita
Pour les articles homonymes, voir Vita (homonymie).

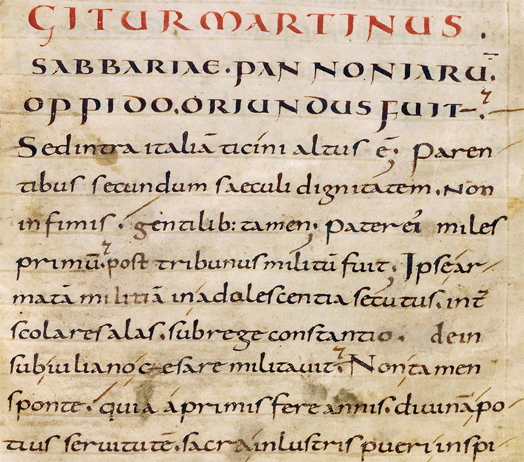
Page du manuscrit de la Vita Martini par Sulpice-Sévère.

Dans le christianisme, une Vita (du latin vita ou uita : vie) est un livre dans lequel sont relatés la vie et les miracles d'un saint. Les historiens parlent également de récit hagiographique (récit légendaire ou semi-légendaire) recueilli dans les légendiers sous une multiplicité de termes possibles, uita, passio,  martyrium, confessio, conuersio.

## Présentation
Ce type de document est une source historique, même si l'auteur n'a pas connu le saint qu'il honore. L'une des premières vitæ écrites par un auteur ayant connu le saint dont il relate la vie est la Vita Martini (Vie de saint Martin) de Sulpice-Sévère.
Les premiers textes en français sont presque toujours de vies de saint : Cantilène de sainte Eulalie, Vie de saint Alexis, Vie de saint Léger. Ces textes sont ensuite remaniés, copiés et reproduits, pouvant même donner lieu à des forgeries.
L'historicité des saints présentés dans ces textes hagiographiques est interrogée par les historiens. Si l'hypercritique les a rejetés en masse, les études critiques récentes en ont cependant réhabilité beaucoup. Les Vitae sont en effet le fait des autorités ecclésiastiques, entrant dans leur programme d'édification ou de persuasion des croyants comme des incroyants, mais aussi des métiers qui se dotent de patrons, des paroissiens qui se trouvent un saint protecteur : ces micro sociétés s'organisent autour de la compréhension commune de ces textes (auteurs, lecteurs, copistes) mais l'absence de document historique indépendant à la littérature hagiographique ne peut pas toujours confirmer l'existence du saint.
De même, l'historicité des épisodes de la vie de ces saints reste souvent douteuse car ces épisodes se retrouvent dans l'hagiographie tels qu'ils apparaissent dans les coutumes ou dans le folklore. Ainsi la structure même du récit des Vitae se rencontre dans d'autres Vies de saints dont les auteurs reprennent généralement des « conventions littéraires d'un modèle biblique qui façonnait leurs modes de pensée et d'expression ».

## Exemples
On peut citer Vie de saint Antoine, par Athanase d'Alexandrie ; Vie de saint Martin, par Sulpice-Sévère ; Vie de saint Gall, par Grégoire de Tours ; 'Vie de saint Éloi, par Ouen de Rouen ; Vie de saint Cuthbert, par Bède le Vénérable ; Vita sancti Wilfrithi, par Étienne de Ripon ; Vie de saint Willibrord, par Alcuin.